# Цзян, Папи
Цзян Илэ́й (кит. упр. 姜逸磊, пиньинь Jiāng Yìlěi; род. 17 февраля 1987, Шанхай), известная под псевдонимом Папи Цзян (кит. упр. Papi酱, пиньинь Papi Jiàng) — китайская актриса и видеоблогер. Снялась в сериале «Цветение» Вонг Карвая.

## Биография
Выпускница Центральной академии драмы в Пекине.
В своих видео Папи использует нецензурную лексику, пародирует китайских государственных деятелей, обсуждает новости, высмеивает романтические свидания, чувствительных девушек и застенчивых юношей. С помощью технических эффектов она делает свой голос более «писклявым». Папи не использует сложные визуальные эффекты, профессиональные камеры и обходится без макияжа.
Ведёт блоги в видеосервисе Youku (китайский аналог YouTube) и в социальной сети Weibo. Видеоблог работает с конца 2015 года. На сайте Youku у неё более 700 тысяч подписчиков. На её канал YouTube было подписано гораздо меньше — 13 тысяч подписчиков. По данным газеты Global Times, её видео на китайских видеохостингах Tencent, Youku и Bilibili просмотрели 290 миллионов раз (по состоянию на апрель 2016 года).
В марте 2016 года китайские венчурные фонды вложили в её проект 12 млн юаней (около 1,85 млн долларов). Шанхайский ретейлер Lily&Beauty заплатил ей 22 млн юаней (около 3,4 млн долларов) за 30-секундный рекламный ролик.
В марте 2016 года вышло указание китайского регулятора в области СМИ — Государственного управления по делам печати, издательств, кинематографии, радиовещания и телевидения КНР, согласно которому на телевидении и в интернете не рекомендуется показывать сцены, которые порочат «общепринятые ценности общества». В апреле газета «Жэньминь жибао» опубликовала сообщение регулятора, где говорилось, что ролики Папи с нецензурной лексикой являются вульгарными и ей следует их удалить, отмодерировать и загрузить снова. Папи сказала, что принимает критику и готова исправить недостатки.
Британская Би-би-си в связи с этим напомнила о речи генерального секретаря китайской компартии Си Цзиньпина с призывом обеспечить в интернете «высокое качество содержания», «здоровую, позитивную культуру». По мнению китайского лидера, киберпространство должно быть «пропитано позитивной энергией».
В 2014 году вышла замуж. В 2020 году родила ребёнка.
Снялась в сериале «Цветение» Вонг Карвая, в котором исполнила роль Лин Хун.